# 한국에너지마이스터고등학교
한국에너지마이스터고등학교(韓國에너지마이스터高等學校)는 대한민국 강원특별자치도 삼척시 근덕면 교가리에 위치한 공립 고등학교이다.

## 학교 연혁
- 1956년 2월 28일 : 근덕농업고등학교 농업과 3학급 설립인가
- 1992년 3월 1일 : 근덕농공고등학교로 교명 변경
- 1999년 11월 5일 : 전자계열 특성화 고교 지정
- 2000년 3월 1일 : 삼척전자공업고등학교로 교명 변경
- 2011년 11월 24일 : 마이스터고(발전산업분야) 지정
- 2013년 3월 1일 : 삼척마이스터고등학교로 교명 변경
- 2022년 3월 1일 : 제27대 공인배 교장 취임
- 2023년 3월 1일 : 한국에너지마이스터고등학교로 교명 변경
- 2025년 1월 2일 : 제67회 졸업식(졸업생 누계 5,690명)
- 2025년 3월 4일 : 신입생 64명 입학(시스템설비과 32명, 전기과 32명)

## 설치 학과
- 전기과
- 시스템설비과

## 참고 자료
- 한국에너지마이스터고등학교 - 한국교육학술정보원 학교알리미